# Septembrismo
Septembrismo y septembrista son denominaciones de varios movimientos políticos revolucionarios en distintos países, todos ellos marcados por un hecho crucial ocurrido en el mes de septiembre, en cada caso de un año distinto.
La costumbre de designar a un movimiento político por el mes en que sucedió un hecho significativo, se da también en otros casos como el de la reacción thermidoriana (por el nombre del mes de Thermidor -de julio a agosto en el calendario revolucionario francés- del año III -1794-) en la Revolución francesa; y el de los decembristas, un movimiento liberal ruso. Con el nombre de revolución de febrero y de revolución de octubre se conocen las dos fases de la revolución rusa de 1917 (aunque en estos casos no suele hablarse de febrerismo u octubrismo).

## Septembrismo francés (1792)
Durante la Revolución francesa se llamó Septembriseurs a una facción radical, por las masacres de septiembre de 1792.

## Septembrismo portugués (1820)
Durante la Revolución de 1820 en Portugal se llamó setembrismo o vintismo a la corriente más a la izquierda del movimiento liberal, recibiendo su designación al apoyo prestado por esta facción a la revolución de septiembre o revolución liberal de Oporto.
La denominación vintismo es más genérica y se emplea para la situación política portuguesa entre agosto de 1820 y abril de 1823, caracterizada por el radicalismo liberal y el predominio político de las Cortes Constituyentes o vintistas (Cortes Generales y Extraordinarias de la Nación Portuguesa), fuertemente influenciadas por el ejemplo de las españolas Cortes de Cádiz (1810-1814, que habían elaborado la Constitución de Cádiz de 1812). Los vintistas o setembristas que participaron en el proceso político eran predominantemente de militares y profesiones liberales. Proponían el retorno de Juan VI de Portugal.
El movimiento continuó en los años siguientes defendía la supremacía de la soberanía popular, luchando activamente por la sustitución de la Constitución Portuguesa de 1826, otorgada por Pedro IV, por una constitución aprobada por cortes constituyentes. La corriente liberal moderada, contraria al septembrismo, se denominó cartismo (por su apoyo a la carta otorgada que significaba la constitución de 1826. Los opuestos al liberalismo, absolutistas o ultrarrealistas portugueses, eran denominados miguelistas.

### Paronimia
No debe confundirse al cartismo portugués con el cartismo inglés contemporáneo, un movimiento de amplia base social (conectado con el movimiento obrero) que exigía distintas reformas políticas y sociales.
Tampoco conviene confundir a los vintistas portugueses con los veinteañistas, la rama más radical del liberalismo español durante el Trienio Liberal (1820-1823).

## Septembrismo argentino (1852)
La Revolución del 11 de septiembre de 1852 era una revolución o golpe de Estado de la provincia de Buenos Aires contra el resto del país,  que resultó en la separación entre la Confederación Argentina y el Estado de Buenos Aires durante diez años. El movimiento o sus líderes cómo Valentín Alsina son a veces calificados de septembrista o de septembrismo.

## Septembrismo español (1868)
La Revolución de 1868, que tuvo lugar en septiembre, es a veces calificada de septembrista o de septembrismo español.

## Septembrismo cubano (1933)
El movimiento, según sea juzgado por partidarios o detractores, es caracterizado como revolucionario o contrarrevolucionario. Surge de un golpe de Estado o cuartelazo ocurrido el 4 de septiembre de 1933 (Golpe de Estado en Cuba de 1933), posteriormente a la huelga general del 12 de agosto del mismo año, que había derribado al gobierno de Gerardo Machado. Éste había sido sucedido por un gobierno de corta duración presidido por Céspedes. El periodo septembrista se inició con el gobierno denominado de los pentarcas y continuado por el gobierno de los Cien Días o de Grau-Guiteras (Ramón Grau San Martín y Antonio Guiteras Holmes).
También se utiliza la expresión bloque septembrista.